# Rubigula
Rubigula is een geslacht van zangvogels uit de familie Pycnonotidae (buulbuuls). Er zijn vijf soorten die zijn afgesplitst van het geslacht Pycnonotus:
- Rubigula dispar  – Soendagoudborstbuulbuul
- Rubigula flaviventris  – Zwartkuifbuulbuul
- Rubigula gularis  – Keralagoudborstbuulbuul
- Rubigula melanictera  – Ceylongoudborstbuulbuul
- Rubigula montis  – Borneogoudborstbuulbuul